# Lac Saltíni
Le lac Saltíni, en grec moderne : Λίμνη Σαλτίνη, est un lac naturel du district régional d'Étolie-Acarnanie, en Grèce-Occidentale. Il est situé à l 'est d'Áktio, au sud de l'aéroport d'Aktion et au nord de la péninsule de Stérnas, le promontoire qui le sépare du golfe Ambracique.
Il est situé à un mètre au-dessus du niveau de la mer et sa superficie est de 0,11 km2. L'environnement autour du lac Saltíni se compose principalement de forêts subtropicales clairsemées et souvent à faible croissance. 
Le lac Saltíni est le plus grand des trois lacs côtiers saumâtres dont il fait partie, lacs peu profonds reliés à la mer par des canaux et utilisés comme fermes piscicoles.